# Te amaré en silencio (telenovela)
Te amaré en silencio es una telenovela producida por Paloma Productions para Univisión protagonizada por Eduardo Yáñez y Ana Carolina da Fonseca, cuenta con las participaciones antagónicas de Sergio Klainer, Alma Delfina y Marcela Pezet y además contó con un gran elenco internacional: Salvador Pineda, Lucy Gallardo, Henry Zakka y Wendy de los Cobos entre otros.
Esta producción fue dirigida por Andrei Zinca (enlace roto disponible en Internet Archive; véase el historial, la primera versión y la última).. La novela se grabó en locaciones de Los Ángeles. fue una adaptación de "Nano" una telenovela argentina de 1994.

## Sinopsis
Cuando era niña, Celeste fue testigo del asesinato de sus padres: su padre descubrió a su madre en la cama con otro hombre y mató a su esposa, pero el amante lo mató a él. El hombre huyó rápidamente de la casa, pero su rostro quedó grabado para siempre en la mente de Celeste. Aterrorizada, la niña escapó y nadie supo más de ella. 
Quince años más tarde, Celeste reaparece, pero es una joven sordomuda debido al trauma provocado por la tragedia que presenció. La joven conoce a Camilo Moral, se enamora de él en secreto y toma fotos suyas sin que él se dé cuenta, pero Camilo la descubre y termina enamorándose también de ella. El joven está investigando en secreto para encontrar a la niña que desapareció quince años atrás a petición de Ofelia, la abuela de Celeste, sin sospechar que es la misma chica a la que ama.
Gracias a Camilo, Celeste se reúne con su familia, pero la joven descubre dos terribles secretos: en primer lugar, Camilo ya está casado; en segundo lugar, Arsenio Moral, el padre de Camilo, es el culpable de la muerte de los padres de Celeste.

## Elenco
- Eduardo Yáñez - Camilo
- Ana Carolina da Fonseca - Celeste
- Salvador Pineda - Emilio
- Alma Delfina - Angélica
- Sergio Klainer - Arsenio
- Lucy Gallardo - Ofelia
- Henry Zakka - Tony
- Marcela Pezet - Matilde
- Karmin Murcelo - Alma
- Xavier Ortiz - Federico
- Emiliano Díez - Leandro
- Rebeca Silva - Rosa
- Daniel Faraldo - Cruz
- Ara Celi - Clara
- Luis Enrique Navarro - Alex
- Indra Zuno - Verónica
- Eduardo Iduñate - Teto
- Larissa Reynolds - Mariluz
- Alan García - Ricky
- Minerva Trujillo - Lucía Rivero
- Marisol Padilla - Joana
- Fabián Pizzorno - Rafael
- Stephanie Arellano - Katy
- Carmen Areu - Jacqueline
- Arianna Coltellacci - Perla Cuervos
- Carlos Villareal - Juan José
- Fernando Lozano - Óscar Hoya
- Wendy de los Cobos - Gertrudis "La Ñoña"
- Liuba de Lasse - Lupita
- Eleazar Del Valle - Silvino
- Pedro Escobedo - Hugo
- Rosie García - Lucía
- Daniel Imora - Pancho
- Luis Mesa - Pedro
- Pilar Montenegro - Paola
- Lymari Nadal - Linda
- Joel Núñez - Roberto
- Martha Restrepo - Juana
- Óscar Servín - Octavio Luis Isunza Mosques Díaz Uriarte Robleto Guzmán
- Alejandro Ruiz - "El Joto"
- Marcela Bordes - María
- Yeniffer Behrens - Nueva Mami
- Stephany García - Celeste (niña)
- Rob Macie - Mozo
- James Evans - Policía
- Adriana Fricke
- Bernardo Verdugo
- Eugenio Cobo
- Eric Losoya
- Tony Voci - Policía

## Ficha Técnica
- Historia original: Enrique Torres
- Libretos: Enrique Torres, Miguel Vega
- Diálogos: Francisco Varela, Lautaro Torres
- Casting: Blanca Valdez
- Vestuario: Roberto Ner, Carlos Pavián
- Escenografía: John Iacovell
- Ambientación: Michael Mora
- Tema musical: "Te amaré en silencio"
- Intérprete: Jaime Camil
- Música original: Emilio Kauderer
- Edición: Micky Ronsini, Gustavo Carrasco, Guillermina Zabala
- Gerente de producción: David Moran
- Coordinación de producción: María Eugenia Fernández, Julio Saldarriaga, Liliana Cáceres
- Productores asociados: Peter Márai, Marion Zola
- Dirección de fotografía: Nelson Hernández, Albert López
- Productores: Igor Manrique, Luz Conte-Freixa, Juan M. González
- Productor general: Feliciano Torres
- Dirección de la segunda unidad José Acosta Navas
- Dirección general: Andrei Zinca
- Producción ejecutiva: Ricardo Freixa

## Versiones
- Te amaré en silencio es un remake de la telenovela argentina "Nano", producida por Canal 13 en 1994,  protagonizada por Araceli González y Gustavo Bermúdez.